# IC 4548
IC 4548 ist eine elliptische Galaxie vom Hubble-Typ E0 im Sternbild Corona Borealis am Nordsternhimmel. Sie ist schätzungsweise 871 Millionen Lichtjahre von der Milchstraße entfernt und hat einen Durchmesser von etwa 75.000 Lj.

Im selben Himmelsareal befinden sich u. a. die Galaxien IC 4546 und IC 4547.
Das Objekt wurde am 24. Juli 1895 von Stéphane Javelle entdeckt.